# Rhynchospora metralis
Rhynchospora metralis är en halvgräsart som beskrevs av Charles Baron Clarke. Rhynchospora metralis ingår i släktet småag, och familjen halvgräs. Inga underarter finns listade i Catalogue of Life.